# Estación de Breteuil-Embranchement
La estación de Breteuil-Embranchement es una estación ferroviaria francesa, de la línea férrea París-Lille, situada en la comuna de Bacouël, en el departamento de Oise. Por ella transitan únicamente trenes regionales que unen París y Amiens.

## Situación ferroviaria
La estación se encuentra en el punto kilométrico 94,852 de la línea férrea París-Lille. Dispone de un corto ramal que la une con Breteuil-Ville, una estación usada únicamente para el tráfico de mercancías. 

## Historia
Fue inaugurada en 1846 por parte de la Compañía de ferrocarriles del Norte. En 1937, la estación pasó a ser explotada por la SNCF. 

## La estación
Esta estación se compone de dos andenes, uno lateral y otro central al que acceden 3 vías. Cuenta, además con varias vías de servicio. Los cambios de andenes se realizan gracias a un paso subterráneo. El edificio de viajeros abre únicamente de lunes a viernes. Dispone de taquillas y de máquinas expendedoras de billetes.  

## Servicios ferroviarios

### Regionales
- Línea Amiens - París